# Colpotrochia unifasciata
Colpotrochia unifasciata är en stekelart som beskrevs av Setsuya Momoi 1966. Colpotrochia unifasciata ingår i släktet Colpotrochia och familjen brokparasitsteklar. Inga underarter finns listade i Catalogue of Life.